# Ятаґарасу
Ятаґарасу (яп. 八咫烏, やたがらす, «великий ворон») або Ятакарасу (яп. 頭八咫烏, やたからす, «великоголовий ворон») — в японській міфології великий птах у вигляді трилапого ворона. Синтоїстське божество. Посланий небожителями до Імператора Дзімму як провідник. Допоміг Імператору завоювати регіон Ямато і заснувати японську державу.

## Короткі відомості

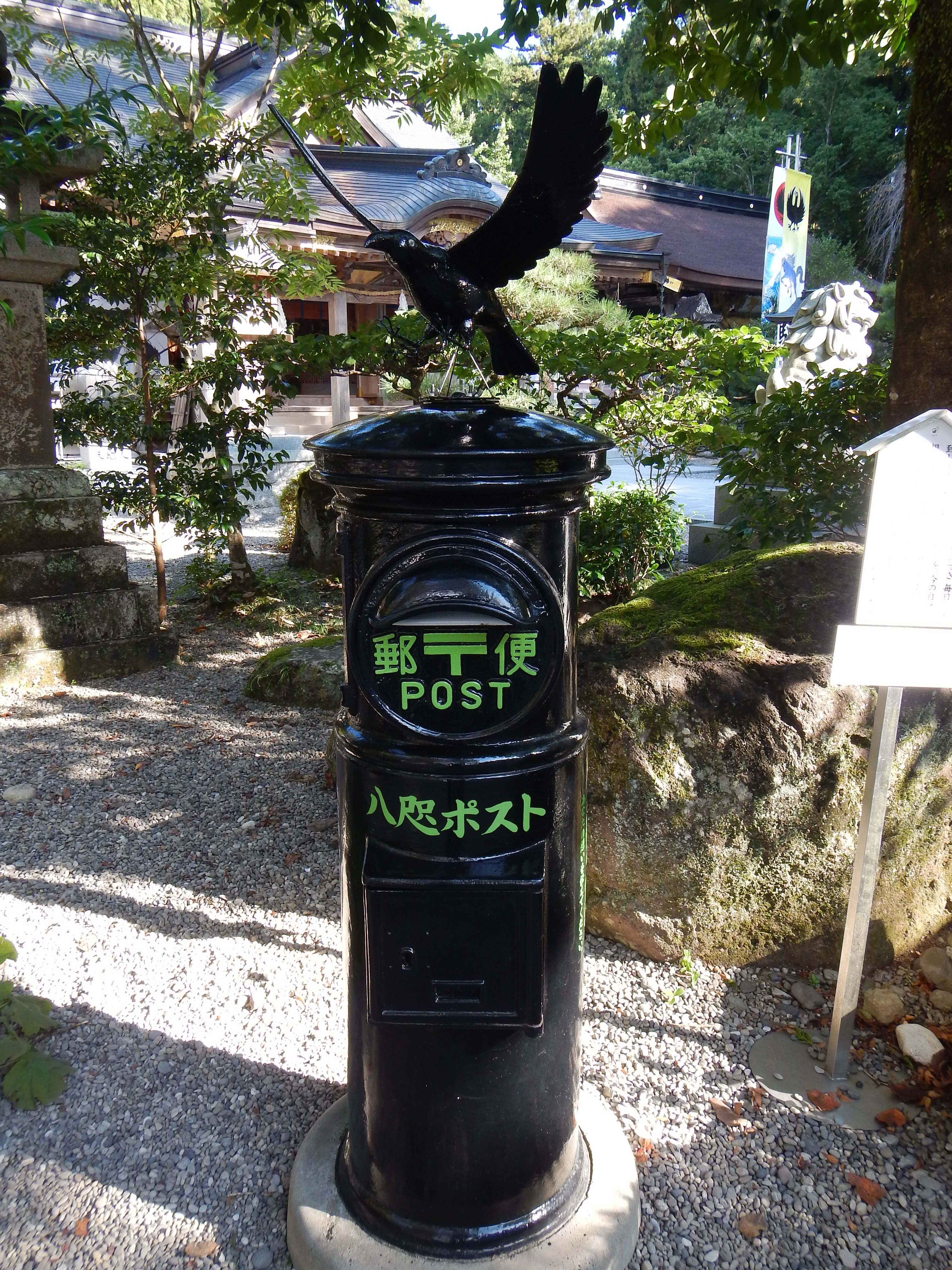
Поштова скринька з мотивом ятакарасу.

Згідно з «Записами про справи давнини» (712) трилапий ворон Ятаґарасу був посланий божеством життєдайності Такамі мусубі до Імператора Дзімму під час його походу на схід. Птах провів Імператора гірськими шляхами з місцевості Кумано до краю Ямато, де було засновано японську державність. «Аннали Японії» (720) повідомляють, що Ятаґарасу був посланцем богині сонця Аматерасу, й осяював шлях Імператору Дзімму у пітьмі. Там само згадується, що цей птах виконав функції вісника до братів Есікі та Отосікі, змусивши їх капітулювати перед Імператором. У «Нових вибраних записах титулів і родів» (815) та «Зібранні старих розповідей» (807), стверджується, що Ятаґарасу був перевтіленням божества Камо Такецуномі но мікото, пращура роду Камо, служників Імператорського палацу з повіту Кадоно провінції Ямасіро.
Ятаґарасу називають посланцем сонячного божества, символом сонця чи оповісником святилища Кумано. Деталі легенд про цього птаха різняться, проте всі вони приписують йому магічно-містичні риси. В традиційній історіографії трипалий ворон вважається тотемом місцевості Кадоно та роду Камо, проте ряд дослідників його зі стародавнім військовим родом Отомо.
З кінця 20 століття Ятаґарасу використовується як логотипі Японської футбольної асоціації та футбольної збірної Японії.
Легенди про трилапого ворона як уособлення сонця існують також в Китаї. В давньокорейській державі Когурьо цей птах був тотемом панівної династії. У стародавній Греції ворон згадується у циклі міфів бога сонця Аполона.